# سان ديزييه
سان ديزييه،
تنطق بالفرنسية: [sɛ̃.di.zje]
```
هي 
بلديه
 تقع في 
هوت مارن
 
قسم
 في شمال شرق 
فرنسا
. يبلغ عدد سكانها26,300 (رقم2014) وهي ثانوية من القسم. على الرغم من أن سان ديزييه هي بشكل هامشي أكثر البلديات اكتظاظًا بالسكان في هوت مارن، إلا أن الولاية (العاصمة) تقع في بلدية تشامونت الأصغر إلى حد ما.
```

## جغرافية

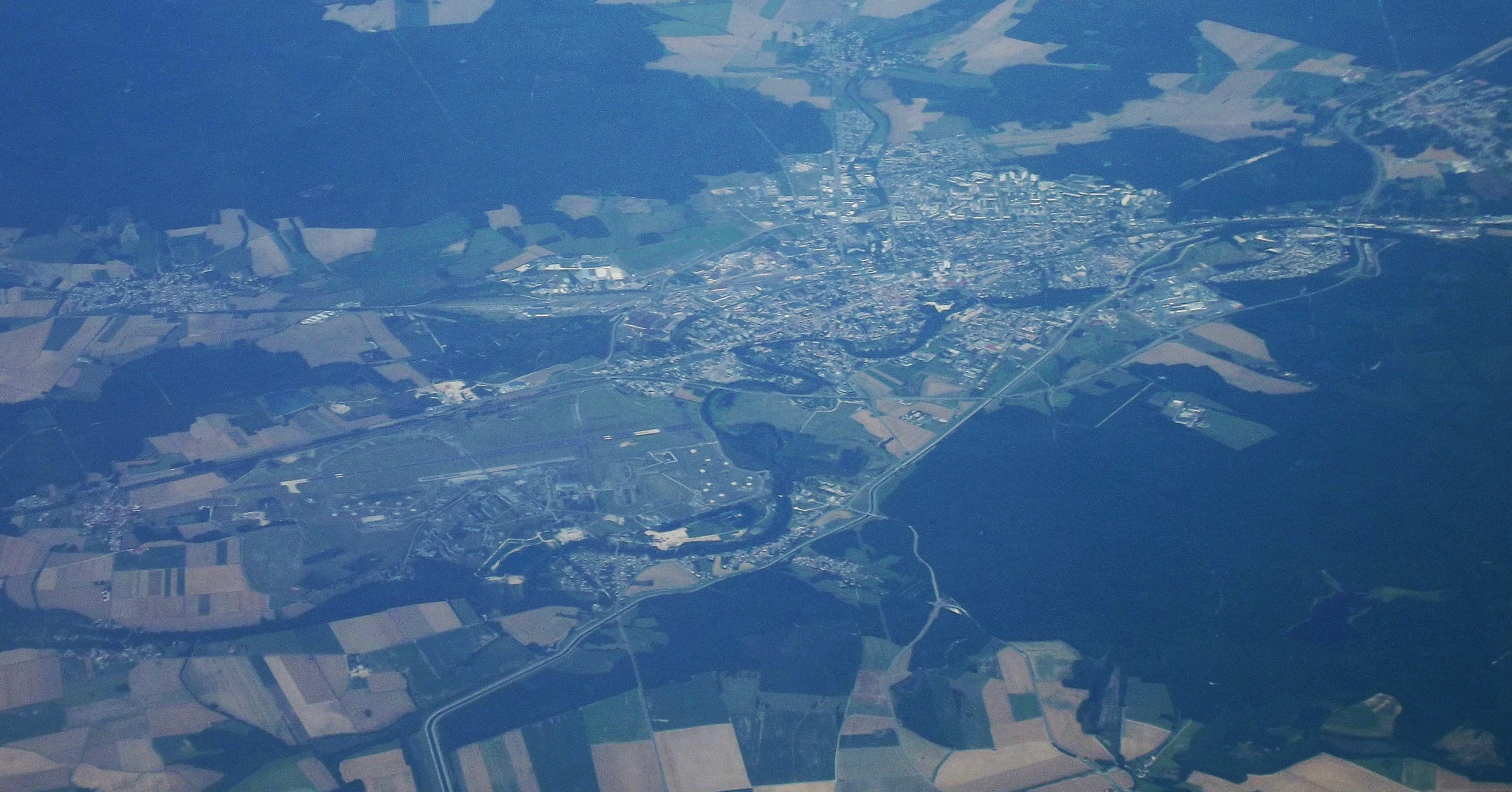
عرض جوي

تقع على بعد حوالي 120ميل ( km 193) شرق باريس ، في منتصف الطريق إلى ستراسبورغ ، على بعد خمسة أميال من أكبر بحيرة من صنع الإنسان في أوروبا الغربية، بحيرة دير شانتورك .

## مناخ
| البيانات المناخية لـSaint-Dizier (1981–2010 averages)         | البيانات المناخية لـSaint-Dizier (1981–2010 averages) | البيانات المناخية لـSaint-Dizier (1981–2010 averages) | البيانات المناخية لـSaint-Dizier (1981–2010 averages) | البيانات المناخية لـSaint-Dizier (1981–2010 averages) | البيانات المناخية لـSaint-Dizier (1981–2010 averages) | البيانات المناخية لـSaint-Dizier (1981–2010 averages) | البيانات المناخية لـSaint-Dizier (1981–2010 averages) | البيانات المناخية لـSaint-Dizier (1981–2010 averages) | البيانات المناخية لـSaint-Dizier (1981–2010 averages) | البيانات المناخية لـSaint-Dizier (1981–2010 averages) | البيانات المناخية لـSaint-Dizier (1981–2010 averages) | البيانات المناخية لـSaint-Dizier (1981–2010 averages) | البيانات المناخية لـSaint-Dizier (1981–2010 averages) |
| الشهر                                                         | يناير                                                 | فبراير                                                | مارس                                                  | أبريل                                                 | مايو                                                  | يونيو                                                 | يوليو                                                 | أغسطس                                                 | سبتمبر                                                | أكتوبر                                                | نوفمبر                                                | ديسمبر                                                | المعدل السنوي                                         |
| ------------------------------------------------------------- | ----------------------------------------------------- | ----------------------------------------------------- | ----------------------------------------------------- | ----------------------------------------------------- | ----------------------------------------------------- | ----------------------------------------------------- | ----------------------------------------------------- | ----------------------------------------------------- | ----------------------------------------------------- | ----------------------------------------------------- | ----------------------------------------------------- | ----------------------------------------------------- | ----------------------------------------------------- |
| الدرجة القصوى °م (°ف)                                         | 17.7 (63.9)                                           | 22.6 (72.7)                                           | 25.2 (77.4)                                           | 29.4 (84.9)                                           | 31.8 (89.2)                                           | 36.8 (98.2)                                           | 39.0 (102.2)                                          | 40.4 (104.7)                                          | 33.7 (92.7)                                           | 29.2 (84.6)                                           | 23.4 (74.1)                                           | 18.6 (65.5)                                           | 40.4 (104.7)                                          |
| متوسط درجة الحرارة الكبرى °م (°ف)                             | 6.1 (43.0)                                            | 7.6 (45.7)                                            | 11.7 (53.1)                                           | 15.4 (59.7)                                           | 19.7 (67.5)                                           | 22.8 (73.0)                                           | 25.5 (77.9)                                           | 25.1 (77.2)                                           | 20.8 (69.4)                                           | 16.0 (60.8)                                           | 10.0 (50.0)                                           | 6.6 (43.9)                                            | 15.7 (60.3)                                           |
| متوسط درجة الحرارة الصغرى °م (°ف)                             | 0.3 (32.5)                                            | 0.3 (32.5)                                            | 2.8 (37.0)                                            | 4.9 (40.8)                                            | 9.1 (48.4)                                            | 12.0 (53.6)                                           | 14.1 (57.4)                                           | 13.7 (56.7)                                           | 10.6 (51.1)                                           | 7.7 (45.9)                                            | 3.6 (38.5)                                            | 1.3 (34.3)                                            | 6.7 (44.1)                                            |
| أدنى درجة حرارة °م (°ف)                                       | −19.5 (−3.1)                                          | −22.5 (−8.5)                                          | −13.6 (7.5)                                           | −6.0 (21.2)                                           | −3.0 (26.6)                                           | 2.2 (36.0)                                            | 3.2 (37.8)                                            | 3.7 (38.7)                                            | 0.2 (32.4)                                            | −5.1 (22.8)                                           | −11.7 (10.9)                                          | −17.3 (0.9)                                           | −22.5 (−8.5)                                          |
| الهطول مم (إنش)                                               | 71.8 (2.83)                                           | 60.5 (2.38)                                           | 66.2 (2.61)                                           | 60.2 (2.37)                                           | 72.4 (2.85)                                           | 65.9 (2.59)                                           | 70.4 (2.77)                                           | 68.8 (2.71)                                           | 74.2 (2.92)                                           | 78.6 (3.09)                                           | 69.5 (2.74)                                           | 85.2 (3.35)                                           | 843.7 (33.22)                                         |
| متوسط أيام هطول الأمطار                                       | 12.2                                                  | 10.6                                                  | 11.8                                                  | 10.4                                                  | 11.0                                                  | 10.3                                                  | 9.6                                                   | 9.0                                                   | 9.6                                                   | 11.4                                                  | 12.2                                                  | 13.1                                                  | 131.1                                                 |
| متوسط الأيام المثلجة                                          | 6.3                                                   | 5.2                                                   | 3.6                                                   | 1.4                                                   | 0.1                                                   | 0.0                                                   | 0.0                                                   | 0.0                                                   | 0.0                                                   | 0.0                                                   | 2.5                                                   | 4.5                                                   | 23.6                                                  |
| متوسط الرطوبة النسبية (%)                                     | 86                                                    | 81                                                    | 78                                                    | 73                                                    | 74                                                    | 75                                                    | 74                                                    | 77                                                    | 81                                                    | 85                                                    | 87                                                    | 86                                                    | 79.8                                                  |
| ساعات سطوع الشمس الشهرية                                      | 66.4                                                  | 80.3                                                  | 136.8                                                 | 174.2                                                 | 210.7                                                 | 220.0                                                 | 228.0                                                 | 220.5                                                 | 166.3                                                 | 117.7                                                 | 58.4                                                  | 47.6                                                  | 1٬726٫9                                               |
| المصدر #1: Météo France                                       |                                                       |                                                       |                                                       |                                                       |                                                       |                                                       |                                                       |                                                       |                                                       |                                                       |                                                       |                                                       |                                                       |
| المصدر #2: Infoclimat.fr (humidity and snowy days, 1961–1990) |                                                       |                                                       |                                                       |                                                       |                                                       |                                                       |                                                       |                                                       |                                                       |                                                       |                                                       |                                                       |                                                       |

## التاريخ
سميت على اسم قديس غير معروف (ربما دسديروس من فونتينل ) ، نشأت المدينة كمستوطنة محصنة حول قصر من القرن الثالث عشر، وأصبحت في النهاية حصنًا ملكيًا لحماية المناهج الشرقية للمملكة الفرنسية. حاصر الإمبراطور الروماني المقدس تشارلز الخامس المدينة واستولى عليها في صيف عام 1544.دمر حريق عام 1775 ثلثي وسط المدينة. كان القصر مملوكًا لعائلة أورليان حتى الثورة الفرنسية، وكان قاعدة للقوات الألمانية خلال الحرب العالمية الثانية، ويضم حاليًا متحف البلدية.

## مشاهير
سان ديزييه هي مكان الميلاد؛
- عازف الموسيقى من عصر الباروك أندريه بيرو
- عازف الأرغن أندريه إسوير
- قائد الأوركسترا جان بول بنين
- بطل العالم السابق في الملاكمة للوزن المتوسط مارسيل ثيل. تم تسمية شارع على شرفه.

## انظر ايضاً
- البلديات والمجتمعات في اليونان
- البلديات
- البلديات المختلطة

## روابط خارجية
- الموقع الرسمي باللغة الفرنسية
- هوت مارن في سياحة الشمبانيا: سان ديزييه